# Rigoberto Cisneros
Rigoberto Cisneros Dueñas (ur. 15 sierpnia 1953 w mieście Meksyk) – meksykański piłkarz występujący na pozycji środkowego obrońcy.

## Kariera klubowa
Cisneros swoją piłkarską karierę rozpoczynał w zespole Deportivo Toluca, w którego barwach zadebiutował w meksykańskiej Primera División podczas rozgrywek 1974/1975. Niebawem został podstawowym piłkarzem drużyny i już podczas swojego premierowego sezonu wywalczył z nią tytuł mistrza Meksyku. W 1975 roku zajął z ekipą prowadzoną wówczas przez urugwajskiego szkoleniowca Ricardo de Leóna drugie miejsce w krajowym superpucharze – Campeón de Campeones. Po czterech latach spędzonych w Toluce przeszedł do klubu CF Monterrey, gdzie również pełnił rolę kluczowego punktu linii defensywnej, lecz nie potrafił nawiązać do sukcesów odnoszonych ze swoim macierzystym zespołem. W połowie 1980 roku przeniósł się do Universidadu de Guadalajara, którego barwy reprezentował przez następny rok, po czym podpisał umowę z inną drużyną z tego samego miasta, Chivas de Guadalajara. Tam również występował przez kolejne dwanaście miesięcy, po czym zdecydował się zakończyć profesjonalną karierę piłkarską w wieku 29 lat.

## Kariera reprezentacyjna
W reprezentacji Meksyku Cisneros zadebiutował za kadencji selekcjonera José Antonio Roki, 15 lutego 1978 w wygranym 5:1 meczu towarzyskim z Salwadorem. W tym samym roku został powołany na Mistrzostwa Świata w Argentynie, gdzie jednak pozostawał rezerwowym zespołu i zagrał tylko w ostatnim meczu, z Polską (1:3). Jego kadra po komplecie trzech porażek zakończyła swój udział na mundialu już w fazie grupowej. Później występował już tylko w sparingach i w jednym z nich, 22 stycznia 1980 z Czechosłowacją, wygranym przez Meksykanów 1:0, strzelił swoją jedyną bramkę w drużynie narodowej. Ogółem swój bilans reprezentacyjny zamknął na dziewięciu rozegranych meczach.